# Monanthotaxis pellegrinii
Monanthotaxis pellegrinii är en kirimojaväxtart som beskrevs av Bernard Verdcourt. Monanthotaxis pellegrinii ingår i släktet Monanthotaxis och familjen kirimojaväxter. Inga underarter finns listade i Catalogue of Life.